# فرناندو ميدينا (سياسي)
فرناندو ميدينا (بالبرتغالية: Fernando Medina‏) هو عالم اجتماع واقتصادي وسياسي برتغالي، ولد في 10 مارس 1973 في بورتو في البرتغال. نشط حزبياً في الحزب الاشتراكي (البرتغال). وقد انتخب عضو مجلس الجمهورية ‏ وانتخب عمدة لشبونة ‏.